# Richard Taylor (mathématicien)
Pour les articles homonymes, voir Richard Taylor et Taylor.
Richard Lawrence Taylor, né le 19 mai 1962, est un mathématicien britannique spécialiste de théorie des nombres. Ex-étudiant de thèse d'Andrew Wiles, il est retourné à Princeton pour aider son directeur de recherches à achever la preuve du dernier théorème de Fermat.
Taylor a partagé en 2007 le prix Shaw en mathématiques avec Robert Langlands, pour leurs avancées dans le programme de ce dernier.

## Carrière
Après un B.A. au Clare College de Cambridge et un Ph.D. à Princeton en 1988, Taylor a occupé, de 1995 à 1996, la chaire Savilienne de géométrie au New College d'Oxford. Il est, depuis 1996, professeur à Harvard, où il est titulaire depuis 2002 de la chaire Herchel Smith de mathématiques.
Il a reçu le prix Whitehead en 1990, le prix Fermat et le prix Ostrowski en 2001, le prix Cole de l'AMS en 2002, et le prix Shaw en mathématiques en 2007. Il a été élu membre de la Royal Society en 1995. Il fait partie des cinq lauréats de la première édition du Breakthrough Prize in Mathematics, en 2014.

## Travaux
L'un des deux articles contenant la preuve publiée du dernier théorème de Fermat est un travail commun de Taylor et Wiles.
Taylor a ensuite prouvé, avec Michael Harris, la conjecture de Langlands locale pour le groupe linéaire GL(n) d'un corps p-adique,.
En 1999, Taylor, avec Christophe Breuil, Brian Conrad et Fred Diamond, a conclu la preuve de la conjecture de Shimura-Taniyama-Weil.
Il a récemment démontré, avec Laurent Clozel, Michael Harris et Nicholas Shepherd-Barron (en), la conjecture de Sato-Tate pour les courbes elliptiques de j-invariant non entier.